# Air Liquide
Die Air Liquide S.A. [ɛʁ li'ki:d] (französisch flüssige Luft) ist ein französischer Hersteller technischer Gase und Anbieter verwandter Dienstleistungen für die Medizin und die meisten Industriebranchen, wie Chemie, Automobilbau und Elektronik. Der Firmensitz befindet sich in Paris. Weltweit beschäftigt Air Liquide 66.500 Mitarbeiter in 60 Ländern (Stand 2025).

## Geschichte

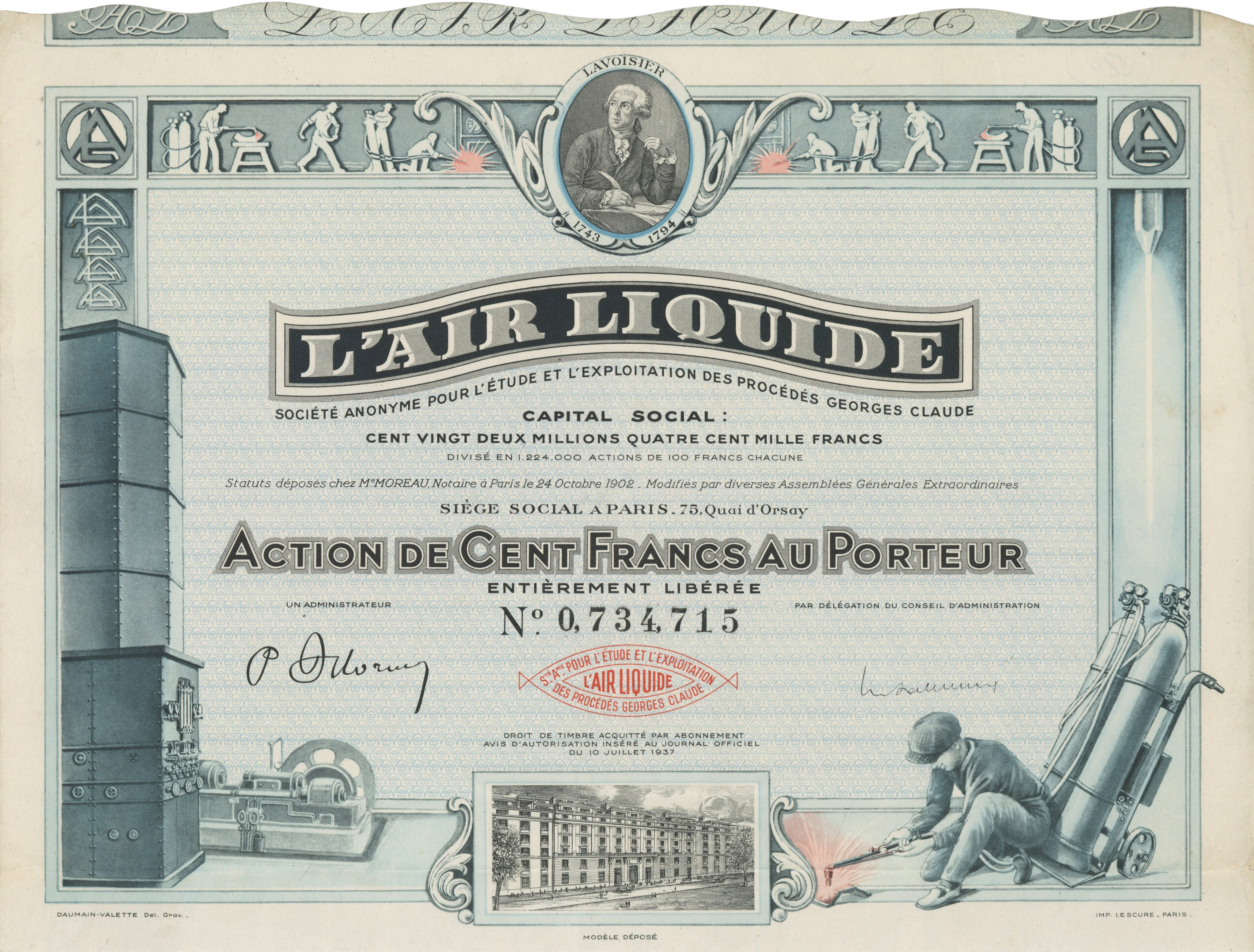
Aktie der Air Liquide S.A. über 100 Francs, ausgestellt in Paris am 10. Juli 1937, mit Unterschrift von Paul Delorme, 1902–1945 Präsident der Gesellschaft

1902 entwickelten Georges Claude und Paul Delorme einen Prozess zur Verflüssigung und Zerlegung von Luft und gründeten Air Liquide. Der erste Präsident war Paul Delorme. 1906 begann das Unternehmen zu expandieren, zunächst nach Belgien und Italien, dann nach Kanada, Japan und Hongkong. Im Jahr 1913 ging Air Liquide an die Pariser Börse. Nach dem Zweiten Weltkrieg widmete sich der zweite Präsident Jean Delorme dem Wiederaufbau, der Modernisierung und der Fortentwicklung der industriellen Anlagen. Ab 1957 begann das Unternehmen mit großindustriellen Aktivitäten und errichtete weltweit Pipelinenetze zur Versorgung großer Industriegebiete. Ab 1963 begann das Unternehmen mit ersten Weltraumaktivitäten.
Im Jahr 1986 dehnte Air Liquide das Geschäft in den USA durch den Kauf des texanischen Unternehmens Big Three Industries und die Gründung weiterer Niederlassungen in zahlreichen Ländern Europas und Asiens aus. 1995 wurde die Tochterfirma Air Liquide Santé gegründet, die sich auf den Medizinsektor konzentriert. Dies umfasst im Wesentlichen medizinische Gase und Dienstleistungen.  1996 wurde der deutsche Desinfektionsmittelmarktführer Schülke & Mayr übernommen. 2001 übernahm Air Liquide AGA Österreich und das Geschäft von Messer Griesheim in Südafrika, in Trinidad und Tobago, in Kanada, Ägypten, Argentinien und Brasilien. Mit BOC in Japan (Japan Air Gases, JAG) wurde 2003 ein Joint Venture gegründet. Im selben Jahr wurde der italienische Marktführer für die Sterilisation von chirurgischen Instrumenten, Omasa von Salini Impregilo übernommen. Im folgenden Jahr wurde das Geschäft von Messer Griesheim auch in Deutschland, Großbritannien und den USA übernommen. 2007 wurde Lurgi übernommen, die zuvor ein Tochterunternehmen der Bochumer GEA-Gruppe gewesen war. Der Preis für den Anlagenbau-Konzern betrug 200 Mio. Euro sowie weitere Kosten für Pensionsrückstellungen.
Mit dem Kauf der börsennotierten LVL Medical Group wurde im Jahr 2012 auch der Pflegedienst und Anbieter für ambulante Intensivpflege in Deutschland, die Firma Bonitas aus Herford, übernommen.
2015 eröffnete Air Liquide einen neuen Dampfreformer zur Wasserstoff- und Kohlenmonoxidgewinnung in Dormagen sowie eine Wasserstoffanlage in Yanbu, Saudi-Arabien.
Im November 2015 erklärte Air Liquide, den amerikanischen Marktführer Airgas für einen Preis von 13,4 Milliarden US-Dollar zu übernehmen. Im Mai 2016 war die Übernahme abgeschlossen.
Air Liquide operiert in über 60 Ländern weltweit.

## Geschäftsmodell
Gasgroßverbraucher und Kunden von Energielösungen in der Großindustrie (Chemie, Petrochemie, Raffinerie, Metallverarbeiter) werden über Pipelines beliefert. Air Liquide besitzt ein Netz von nahezu 8.200 km Länge. Dazu gehört auch die Wasserstoffpipeline Rhein-Ruhr.
Handwerksbetriebe, Mittelstand und Industrie, die Gas in kleinen und mittleren Mengen in sehr unterschiedlichen Branchen (z. B. Nahrungsmittel, Wärmebehandlung von Metallen, Glasindustrie oder Schweißereifachbetrieben) einsetzen, werden in flüssiger Form oder mit Gasflaschen beliefert und bevorratet oder ihre Produkte werden unmittelbar auf dem Gelände des Kunden erzeugt.
Air Liquide beliefert Halbleiterhersteller der Elektronikindustrie mit technischen Gasen, mit Flüssigchemikalien und Abfülleinrichtungen für diese Flüssigkeiten.
Im Bereich der medizinischen Gase werden zum Beispiel manche Patienten in Sauerstoff-Langzeittherapie im häuslichen Bereich durch Filialen wie Vital Aire und Orkyn versorgt, die Flüssigsauerstoff und Zubehör liefern. Im Krankenhaus übernimmt Air Liquide die Versorgung mit medizinischem Sauerstoff und anderen Gasen, darunter dem anästhetischen Lachgas. Die Unternehmensgruppe unterstützt außerdem Hygiene- und Desinfektionsmaßnahmen über seine Filialen Anios (Frankreich) und Schülke & Mayr (Deutschland) sowie zur Sterilisation von chirurgischen Instrumenten durch die Omasa-Filiale. Komplementärkompetenzen bestehen in den Bereichen Schweißen, Spezialchemie, Tauchen, darunter der Tauchausrüster La Spirotechnique (heute Aqualung).

## Börsendaten
Air Liquide ist an der Euronext-Börse in Paris notiert und gehört dem französischen Börsenindex CAC40 an.
Das Unternehmen hat 390.000 Einzelaktionäre, die 37 % des Kapitals halten. 42 % sind nichtfranzösische institutionelle Anleger, 21 % sind französische institutionelle Investoren. 93,8 % des Aktienkapitals befinden sich im Streubesitz; mit 2,1 % ist CDC der größte Einzelaktionär, CNP Assurances hält 1,2 %, Ecureuil Vie 0,7 % und die AXA-Gruppe 0,5 % des Aktienkapitals.